# 燧岳
燧岳（ひうちだけ）は、本州の下北半島北部にある火山である。標高781メートル。山頂は青森県のむつ市にあるが、山体はむつ市と風間浦村にまたがる。
矢筈山、黒森山などの側火山を合わせた火山としては、むつ燧岳火山（むつひうちだけかざん）という。本州最北端の火山で、第四紀の火山フロントの一角をなす。

## 位置と地形
下北半島の恐山山地の東側には二つの火山がある。大畑川をはさんで南が恐山、北がむつ燧岳である。むつ燧岳の西は易国間川で区切られる。北は津軽海峡で山が海岸に迫る。東は田名部平野に接する。
火砕流噴出物由来のなだらかな山容をなし、最高点の燧岳 (781m) から北に篠原岳 (718m)と矢筈山 (626.7m)が、南西に大石八森 (574m) が連なる。燧岳の南に佐藤ヶ平という台地状の緩斜面が広がる。山の東面は大きく崩れており、大赤川と小赤川が谷を刻む浸食カルデラである。小赤川の南に孤立して黒森山 (480m) がある。溶岩は以上の山の頂上付近に限られる。
山の南の大畑川沿いに薬研温泉がある。大赤川にも温泉が出ている。

## むつ燧岳火山の活動
燧岳の基盤岩は、新第三紀の火山岩・堆積岩からなる。その一つである大畑層は、約3000万年前の火砕流堆積層である。
第四紀には、まず矢筈山（626.7メートル）から噴出した旧期火山体が作られた。その上に、燧岳を中心に3度にわたって噴出した新期火山体が積み重なった。新期と旧期は浸食の度合いによって区別される。旧期の火山には深い谷が刻まれており、新期火山は未だ浸食が進まずなだらかな地形になっている。
新期の噴出物は、南から東へ海岸の大畑（おおはた）まで幅広く広がり、北西にも海岸の易国間（いこくま）まで細長く伸びる。これは1から3期に分けられ、1と2は山体を広く覆う火砕流、3は山頂付近の溶岩を作った。
新期第1期の噴火は、燧岳の東にカルデラを作った。これを東に開いて浸食を進めたのが、大赤川・小赤川である。
第2期では、約80万年前に燧岳の南で佐藤平火砕流を起こした。その後に、高橋川火砕流が約77万年前にかぶさった。また、北西に易国間火砕流が流れ出た。
第3期には火砕流がなく、約60万年前に出た溶岩が今の燧山山頂を形成した。約50万年前に溶岩が黒森山を作り、これが最新の火山活動となった。
歴史時代に噴火の記録はない。

## 地熱開発
1980年代、燧岳一帯で新エネルギー・産業技術総合開発機構（NEDO）が地熱調査を実施。200度を超える地下水の存在が明らかになり、以後、地熱発電の有力候補地として知られるようになった。開発には中部電力が乗り出して試掘調査が行われたが、強酸性の地下水による腐食対策に多額の費用がかかり採算が見込めないと判断。2025年4月までに事業化を断念している。